# Cegielniana (Jaworzno)
Osiedle Cegielniana w Jaworznie – osiedle mieszkaniowe położone w dzielnicy Niedzieliska. 
Na osiedle składają się cztery bloki wybudowane na przełomie lat 1989–1992 oraz domy prywatne i budynki wielorodzinne TBS, położone wzdłuż ulicy Cegielnianej, aż do skrzyżowania z ulicą Szczakowską.
W skład osiedla Cegielniana wchodzi także ulica Ignacego Mościckiego.

## Inne obiekty i miejsca
- Kościół (ul. Wiejska)
- Urząd Skarbowy (ul. Grunwaldzka)
- ZUS (ul. Grunwaldzka)
- Przedszkole Miejskie nr 25 (ul. Mościckiego)